# チャールズ・チェットウィンド＝タルボット (第2代タルボット伯爵)

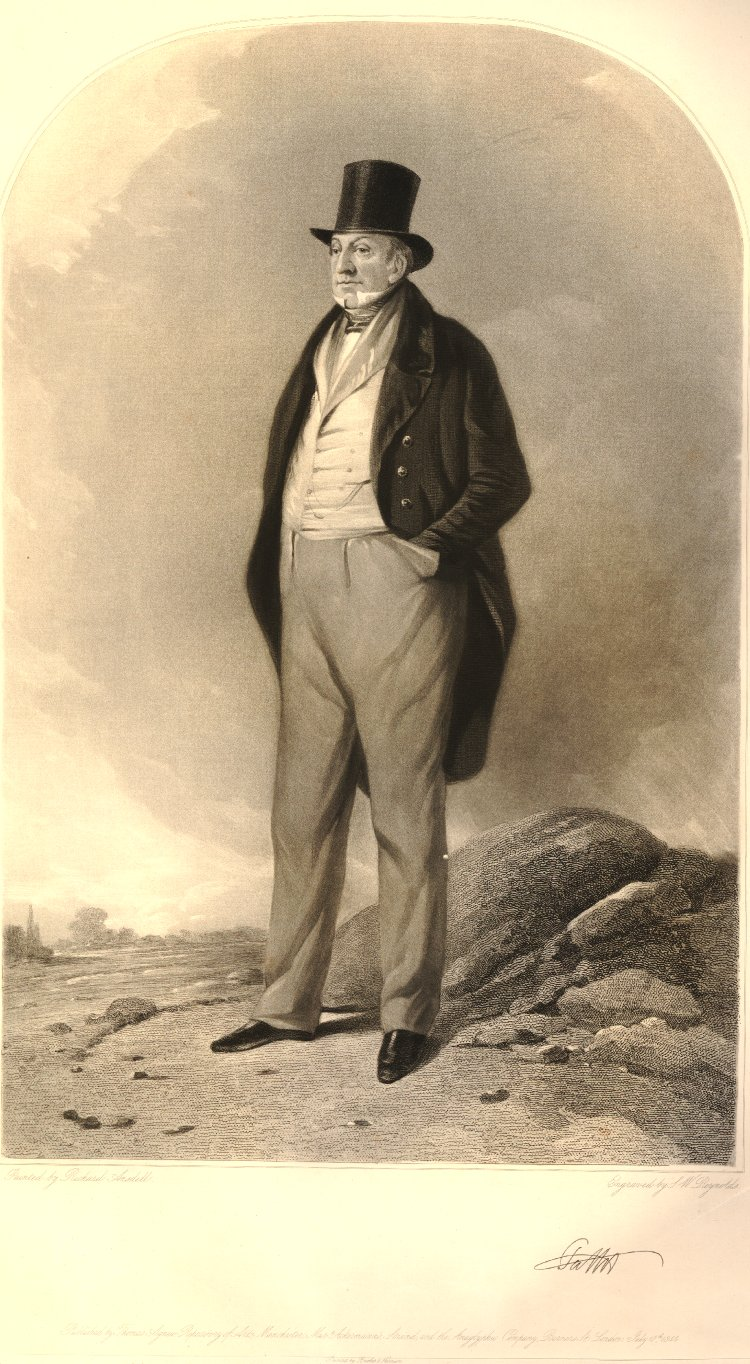
第2代タルボット伯爵の肖像画。メゾチント版画、1844年。

第2代タルボット伯爵チャールズ・チェットウィンド・チェットウィンド＝タルボット（英語: Charles Chetwynd Chetwynd-Talbot, 2nd Earl Talbot KG PC FRS、出生名チャールズ・チェットウィンド・タルボット（Charles Chetwynd Talbot）、1777年4月25日 – 1849年1月10日）は、イギリスの政治家、貴族。1817年から1821年までアイルランド総督を務めた。
1783年から1793年までインガスター子爵の儀礼称号を使用した。

## 生涯
ジョン・タルボット閣下（1782年にタルボット男爵位を継承、1784年にタルボット伯爵に叙爵）とシャーロット・ヒル（Charlotte Hill、1754年5月15日 – 1804年1月17日、初代ダウンシャー侯爵ウィルズ・ヒルの娘）の息子として、1777年4月25日に生まれた。1786年4月19日に父が国王の認可状を得て「チェットウィンド」を姓に加え、インガスター子爵も同様にチェットウィンドを姓に加えた。1793年5月19日に父が死去すると、タルボット伯爵位を継承した。1794年10月11日にオックスフォード大学クライスト・チャーチに入学、1797年6月28日にM.A.の学位を修得した。
大学を卒業した後、在ロシア特命全権大使チャールズ・ウィットワースの随行員としてロシアで勤務、1800年頃に帰国した。以降ウィットワースとは生涯にわたって友人であり続けた。ナポレオンによるイギリス侵攻計画が噂された1803年にはスタッフォードシャーで志願兵部隊を編成した。1812年8月にスタッフォードシャー統監に、1828年1月5日にスタッフォードシャー首席治安判事に任命され、いずれも1849年1月10日に死去するまで務めた。1828年のスタッフォードシャー首席治安判事任命により、全ての首席治安判事が統監による兼任となった。
1813年5月6日、王立協会フェローに選出された。同1813年5月にロンドン考古協会フェローにも選出されている。
1817年10月9日にアイルランド総督に任命され、同年に枢密顧問官に任命されたが、1818年まではアイルランド担当大臣の第2代準男爵サー・ロバート・ピールが代わりにアイルランドを統治した。ピールとタルボット伯爵は同じくカトリック解放に反対したためか、友好的な関係を維持したが、ピールの後任であるチャールズ・グラントは経験不足である上カトリック解放を支持しており、アイルランド政策をめぐってタルボットと衝突を起こした。1820年にダブリン選挙区で行われた補欠選挙に至ってはタルボット伯爵とアイルランド担当政務次官のウィリアム・グレゴリー（William Gregory）がトマス・エリスを、グラントがヘンリー・グラタンを支持するという不一致を起こした。アイルランド総督の在任中にアイルランドにおける農業の発展に貢献したほか、1821年8月に国王ジョージ4世がアイルランドを訪問、その直前の1821年7月19日に聖パトリック勲章を授与された。アイルランド貴族以外の人物が聖パトリック勲章を授与されたのは第2代タルボット伯爵が最初であり、2人目は30年後に授与された第2代ケンブリッジ公爵ジョージだった。カトリック解放には反対したが、ダニエル・オコンネルはタルボット伯爵が公正に行動したと評価、第2代クロンカリー男爵ヴァレンタイン・ローレスもタルボット伯爵を賞賛した。1821年12月に首相の第2代リヴァプール伯爵ロバート・ジェンキンソンにより更迭され、初代ウェルズリー侯爵リチャード・ウェルズリーが後任となった。アイルランドを去った後もピールとグレゴリーとの文通を続け、2人もスタッフォードシャーにあるタルボット伯爵の領地を度々訪れたという。
1833年にオックスフォード大学総長選挙への出馬を打診されたが、辞退して初代ウェリントン公爵アーサー・ウェルズリーを支持した。
第2次ピール内閣への支持が評価され、1844年にガーター勲章授与を打診された。これにより同年10月11日に聖パトリック騎士団から辞任、12月12日にガーター勲章を授与された。その後、穀物法廃止を支持した。
1849年1月13日にインガスター・ホールで死去、インガスターの教会で埋葬された。息子ヘンリー・ジョンが爵位を継承した。

## 家族
1800年8月28日、フランシス・トマサイン・ランバート（Frances Thomasine Lambart、1782年7月11日 – 1819年12月30日、チャールズ・ランバートの娘）と結婚、9男2女をもうけた。
- フランシス・シャーロット（1801年5月17日 – 1823年10月4日） - 1820年4月5日、第4代ダートマス伯爵ウィリアム・レッグと結婚、子供あり
- チャールズ・トマス（1802年7月11日 インガスター（英語版） – 1826年5月23日 ウィーン） - イートン・カレッジとオックスフォード大学クライスト・チャーチで教育を受けた[1]
- ヘンリー・ジョン（英語版）（1803年11月8日 – 1868年6月4日） - 第3代タルボット伯爵、第18代シュルーズベリー伯爵、第18代ウォーターフォード伯爵
- アーサー（1805年11月12日 – 1884年1月13日） - 聖職者。1832年7月17日、ハリエット・ハーヴィー＝アストン（Harriet Hervey-Aston、1845年2月6日没、ハーヴィー・チャールズ・ハーヴィー＝アストンの娘）と結婚、子供あり。1854年10月19日、メアリー・エリザベス・マスターマン（Mary Elizabeth Masterman、1896年9月30日没、ジョン・マスターマンの娘）と再婚、子供あり
- ジョン（1806年5月31日 – 1832年5月26日） - 弁護士。1830年8月30日、キャロライン・ジェーン・ステュアート＝ウォートリー（Caroline Jane Stuart-Wortley、1876年6月12日没、初代ウォーンクリフ男爵ジェームズ・ステュアート＝ウォートリーの娘）と結婚、子供あり
- セシル・チェットウィンド（英語版）（1808年4月17日 – 1877年5月13日） - 1831年7月19日、第7代ロジアン侯爵ジョン・カー（英語版）と結婚、子供あり
- ジョージ・グスタヴァス（1810年3月19日 – 1896年9月8日） - 聖職者。1842年6月25日、エミリー・サラ・エルウィス（Emily Sarah Elwes、1876年11月21日没、ヘンリー・エルウィスの娘）と結婚、子供あり
- ウィリアム・ウィットワース（英語版）（1814年1月17日 – 1888年7月3日） - 聖職者。1843年7月4日、エレノーラ・ジュリア・コヴェントリー（Eleanora Julia Coventry、1897年12月15日没、ウィリアム・ジェームズ・コヴェントリーの娘）と結婚、子供あり
- ギルバート・チェットウィンド（1816年4月28日 – 1896年12月13日） - 聖職者
- ウェリントン・パトリック・マンヴァース（英語版）（1817年12月12日 – 1898年9月23日） - 1860年10月11日、エマ・シャーロット・スミス＝スタンリー（Emma Charlotte Smith-Stanley、1928年8月23日没、イギリス首相第14代ダービー伯爵エドワード・スミス＝スタンリーの娘）と結婚、子供あり
- ジェラルド（1819年10月3日 – 1885年2月13日） - 1840年、マーガレット・マッケイ（Margaret Mackay、1894年12月8日没、アレグザンダー・マッケイの娘）と結婚、子供あり